# دانا-فاربر/ مركز هارفارد للسرطان
دانا-فاربر/ مركز هارفارد للسرطان (بالإنجليزية: Dana–Farber/Harvard Cancer Center)‏ هو أكبر معهد وطني للسرطان، تأسس عام 1997. وعُين مركزً شاملًا للسرطان في الولايات المتحدة. دانا-فاربر/ مركز هارفارد للسرطان هو مُؤسسة بحثية مُشتركة تُوحد جميع جهود أبحاث السرطان في المجتمع التابع إلى جامعة هارفارد. الهدف الأساسي لمركز السرطان هو تشجيع وتعزيز التفاعلات التعاونية والبحث الترجمي الذي يُؤدي بدوره إلى مناهج جديدة للوقاية من السرطان وتشخيصه وعلاجه.
يجمع أعضاء المركز خبرتهم الواسعة وخبراتهم المشهود بها في جميع جوانب أبحاث السرطان. ويجرون أبحاثهم في برامج البحث القائمة على مواقع الأمراض والتخصصات التي تتخطى الحدود المُؤسسية والعلمية.
ويُعد المركز واحدًا من 39 مركزًا شاملًا مُخصصًا للسرطان في مركز السرطان التابع للمعهد الوطني للسرطان. وينتمي أعضاؤها إلى المُؤسسات التالية: مركز بيت إسرائيل ديكونيس الطبي ومستشفى بريجهام للنساء ومستشفى بوسطن للأطفال ومعهد دانا-فاربر للسرطان ومدرسة طب هارفارد وكلية هارفارد للصحة العامة ومستشفى ماساتشوستس العام.